# KMS (エンターテインメント企業)
株式会社KMS（カレイドスコープメディアサービス、英: KMS, inc.）は、ゲーム事業・クラウドソリューション事業・デジタルコミック事業・広告事業を主な事業とする日本のエンターテインメント企業。

## 略歴
2015年7月24日設立。2016年7月、ゲーム事業部を設立し、業務拡大に伴い本社を東京都港区赤坂7丁目10番8号 赤坂江戸清ビル5階へ移転。
2017年8月30日よりDMM GAMESから配信されているファンタジーRPG『オトギフロンティア』で初のゲーム開発を担当。
2018年6月、マーチャンダイジング事業部を設立。同年8月、業務拡大に伴い本社を東京都新宿区払方町19番1号 エムジー市ヶ谷ビル4階へ移転。
2019年6月、CSP事業部を設立。2020年2月、業務拡大に伴い本社を東京都千代田区内幸町1丁目1番6号 NTT日比谷ビル4階へ移転。同年4月にはカジュアルゲーム事業部を、同年7月にはHR事業部を設立。
2022年2月、業務拡大に伴い本社を現在の東京都品川区西品川1丁目1番1号 住友不動産大崎ガーデンタワー20階へ移転。
ゲーム開発事業を主軸に、CSP事業、人材シェアリング事業、マーチャンダイジング事業を加えた4つの事業を展開している。
設立当初はゲーム事業ではなく広告代理業を主な事業とし、広告案件やWEBデザインシステム開発などの事業を行っていた。その後ゲーム事業の話が社内で浮上し、「今がチャンスなのではないか」との思いで検討を進め、ゲーム事業を始めるに至った。
外注を極力減らし、内製にこだわったゲーム開発を行っている。エンジニアに関しては100％の内製率を誇り、デザインやアニメーションに関しても大部分を内製化している。これに関して、KMSの開発部マネージャーである多田昂央は「内製することはスピーディーな開発を可能にするだけでなく、『自分たちが作っているんだ』という責任感にもつながります。自分ごととして捉えて動ける社員が多いので、社内ではより良いものを作るための活発な議論が飛び交っています。」と語っている。

## 主な事業

### ゲーム事業
| 配信年 | 開始日  | タイトル                                     | 対応機種         | 備考                                          |
| ------ | ------- | -------------------------------------------- | ---------------- | --------------------------------------------- |
| 2015年 | 1月27日 | FLOWER KNIGHT GIRL                           | PC Android / iOS | 2021年11月にYourGamesより移管 運営：DMM GAMES |
| 2017年 | 8月30日 | オトギフロンティア                           | PC Android / iOS | 運営：DMM GAMES                               |
| 2020年 | 9月16日 | ミストトレインガールズ〜霧の世界の車窓から〜 | PC Android / iOS | 運営：EXNOA                                   |
| 2022年 | 4月13日 | 天啓パラドクス                               | PC Android / iOS | 運営：EXNOA                                   |
| 2023年 | 7月26日 | ワールドダイスター 夢のステラリウム          | Android / iOS    |                                               |

### デジタルコミック事業
- SYNAPSE HEART - Webtoon専門レーベル

### クラウドソリューション事業
- Cloud Heart - サーバー設計・構築・運用サービス

### AIソリューション事業
- リソースAI - AIによる業務効率化サービス

### その他事業
- 広告事業
- グッズ制作・販売